# جبل مقرس
جبل مقرس هو جبل ينتمي إلى سلسلة جبال الأطلس التلي ويقع في ثلاث بلديات الأوريسية وعين عباسة التابعتان لدائرة عين أرنات وعموشة بدائرة عموشة ضمن ولاية سطيف بشمال الجزائر.

## الوصف
يُطل جبل مقرس على على مدينة سطيف من الشمال تتميز بالبرودة الشديدة ويتميز بهواء نقي
- تكسو الثلوج قمته طيلة فصول السنةالثلج في جبل مقرس 2016
- ارتفاعه 1760 متر عن سطح البحر

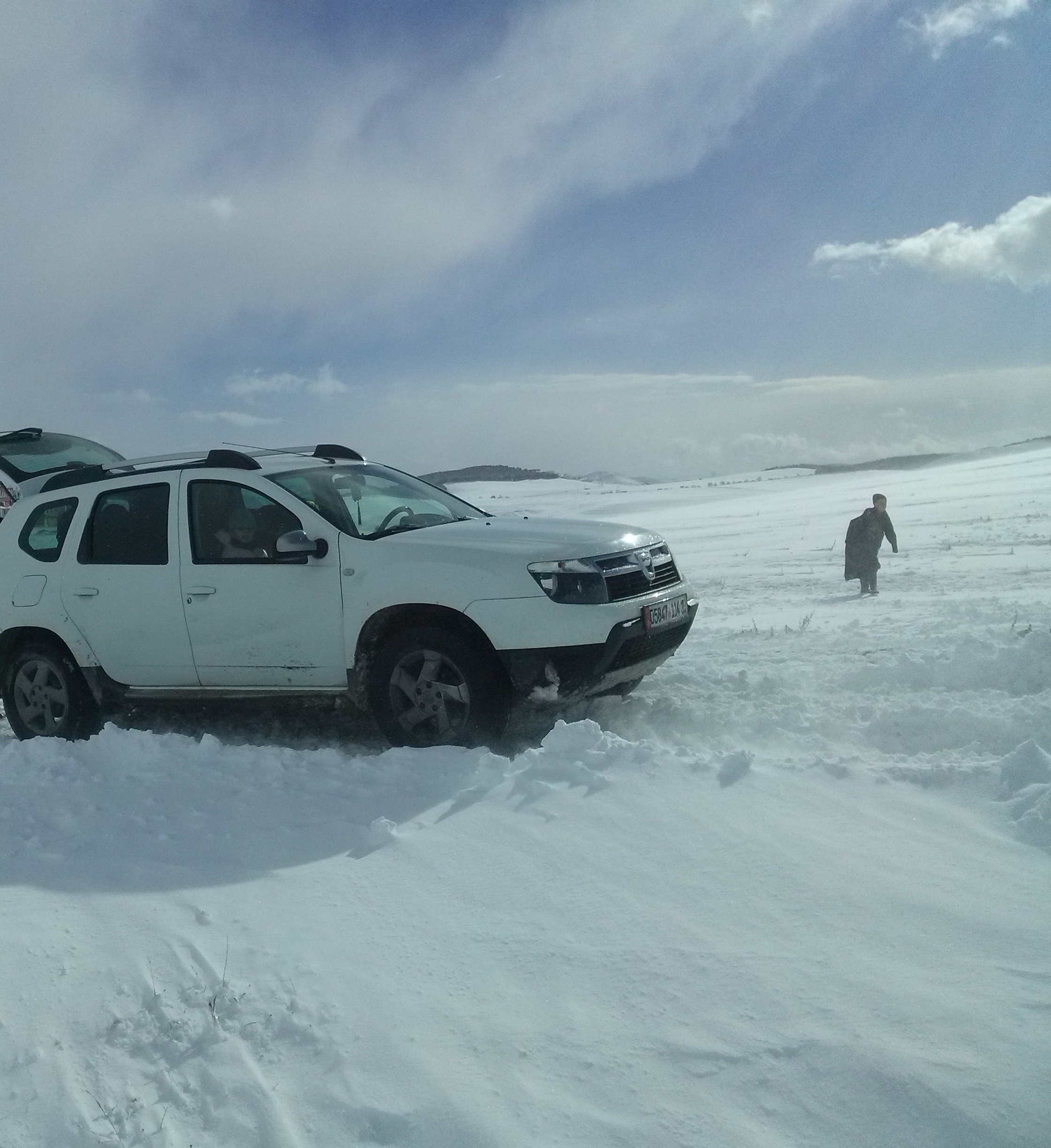
الثلج في جبل مقرس 2016

- يطل على مدينة سطيف من الشمال ويتميز بهواء نقي وبرودة شديدة
- تكسو الثلوج قمته طيلة فصول السنة

ويمكن الوصول إلى قمة هذا الجبل عبر طريق وطنية وحيدة هي الطريق الوطني رقم 75 بمحاذاة دوار طكوكة على بعد 08 كلم من بلدية عين عباسة شمال ولاية سطيف.
- بنى فيه الرومان قلعة صغيرة لمراقبة مدينة ستفيس (سطيف حاليا)
- شيد فيه الاستعمار الفرنسي مركز للاتصال مستغلا علو المنطقة.

سكنت قبيلة الحساسنة منذ قرون هذا الجبل واحتموا فيه من كل الغزوات نظرا لتضاريسه الوعرة وصعوبة مسالكه. 
وقد أبدى بعض من رجال أعمال من داخل وخارج الوطن رغبة في الاستثمار في المجال السياحي بهذه المنطقة، حيث أودعوا ملفاتهم لدى الجهات المختصة في انتظار إعطاء الإشارة الخضراء من قبل المسؤولين.

## المناخ
المناخ السائد في «جبل مقرس» هو مناخ متوسطي بارد ورطب شتاءا حار وجاف صيفا، وتتراوح كمية الأمطار المتساقطة سنويا بين 400 إلى 150مم بداية من شهر أكتوبر إلى غاية شهر مارس.

## الوديان
تنبع في «جبل مقرس» وتسري حوله العديد من الوديان منها:
- واد أوريسية

## البحيرات والسدود
- سد الموان

## وسائل النقل
لا توجد وسائل نقل مباشرة للوصول إلى «جبل مقرس»

## التنوع البيئي

### الأشجار
تحيط أنواع عديدة من الأشجار بجبل مقرس ضمن الأحراج والغابات المجاورة لها.

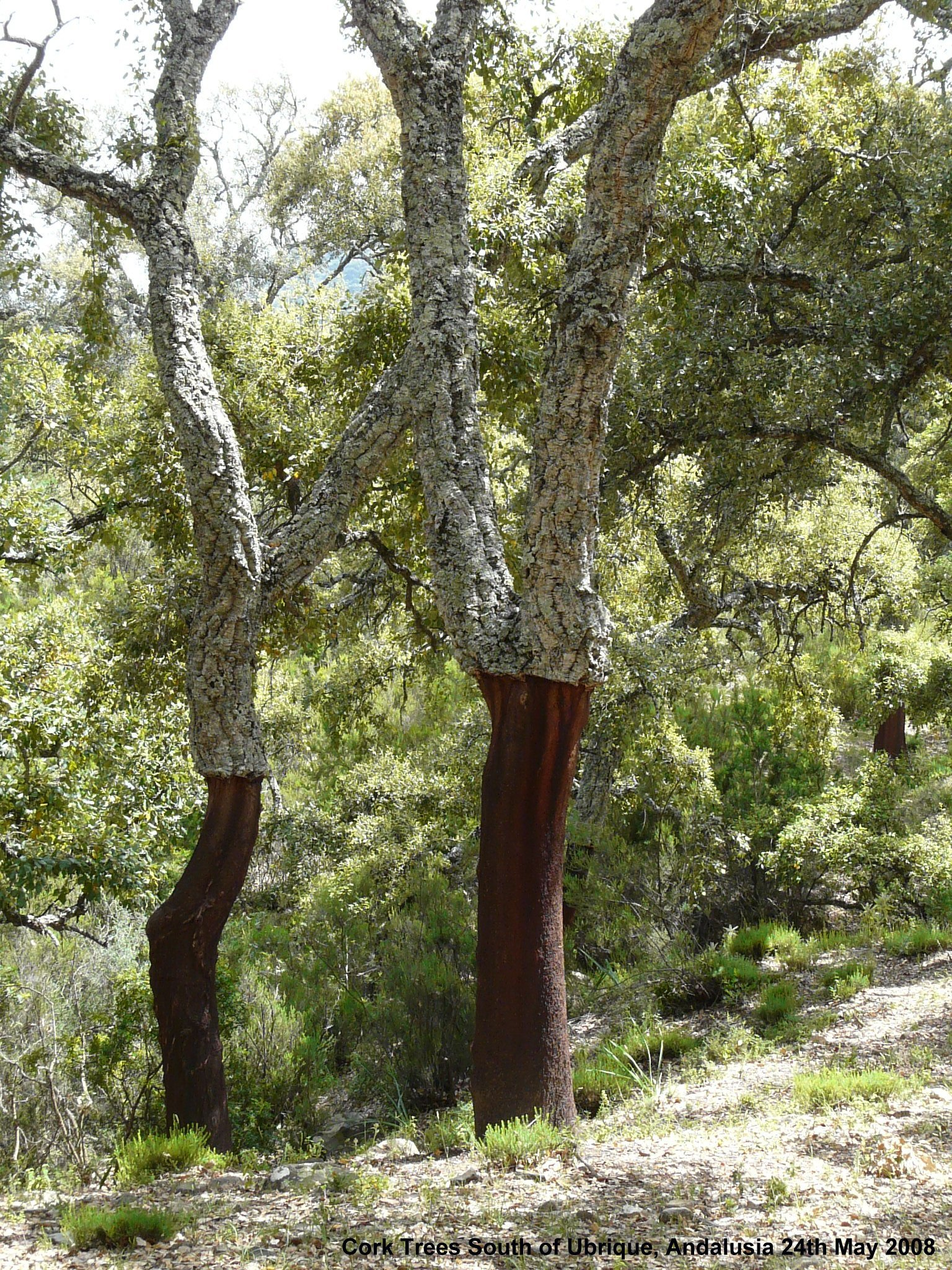
بلوط الفلين
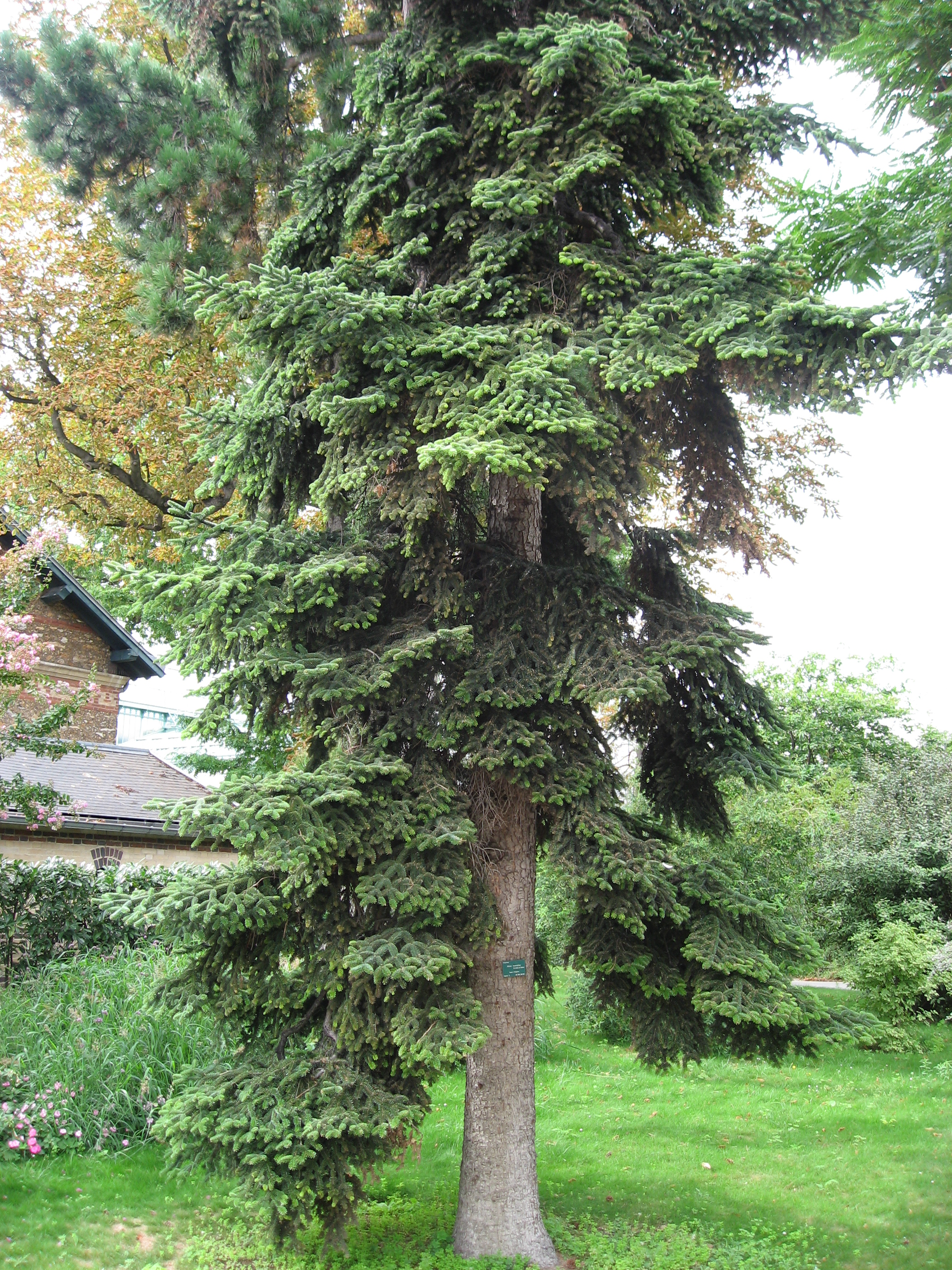
شوح نوميدي
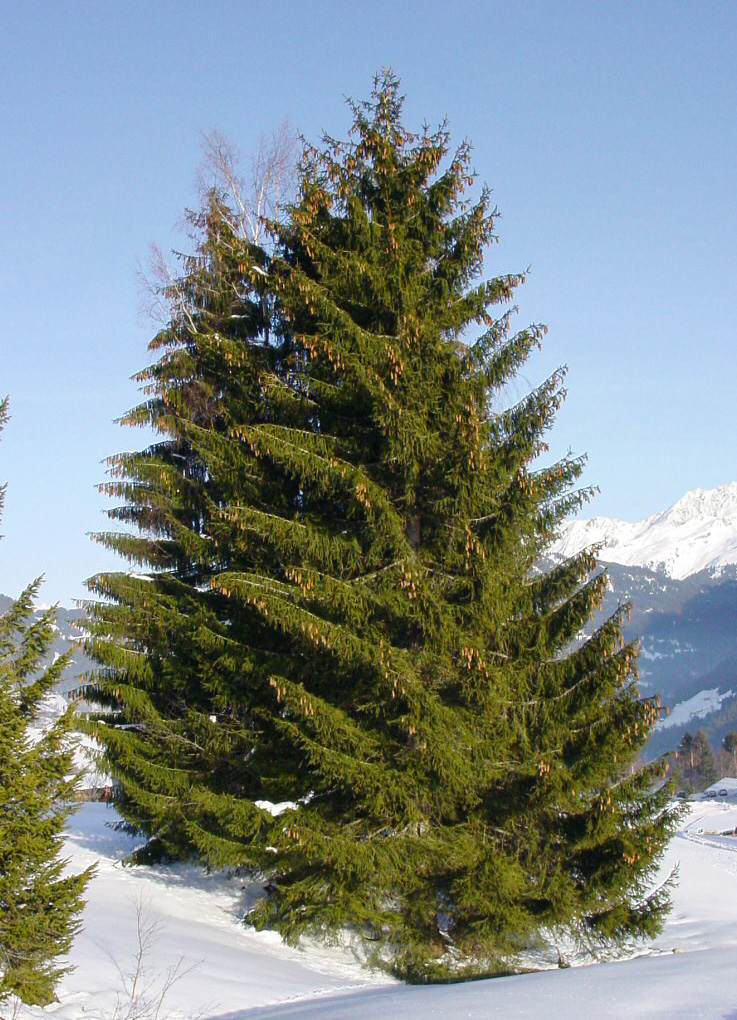
التنوب النوميدي
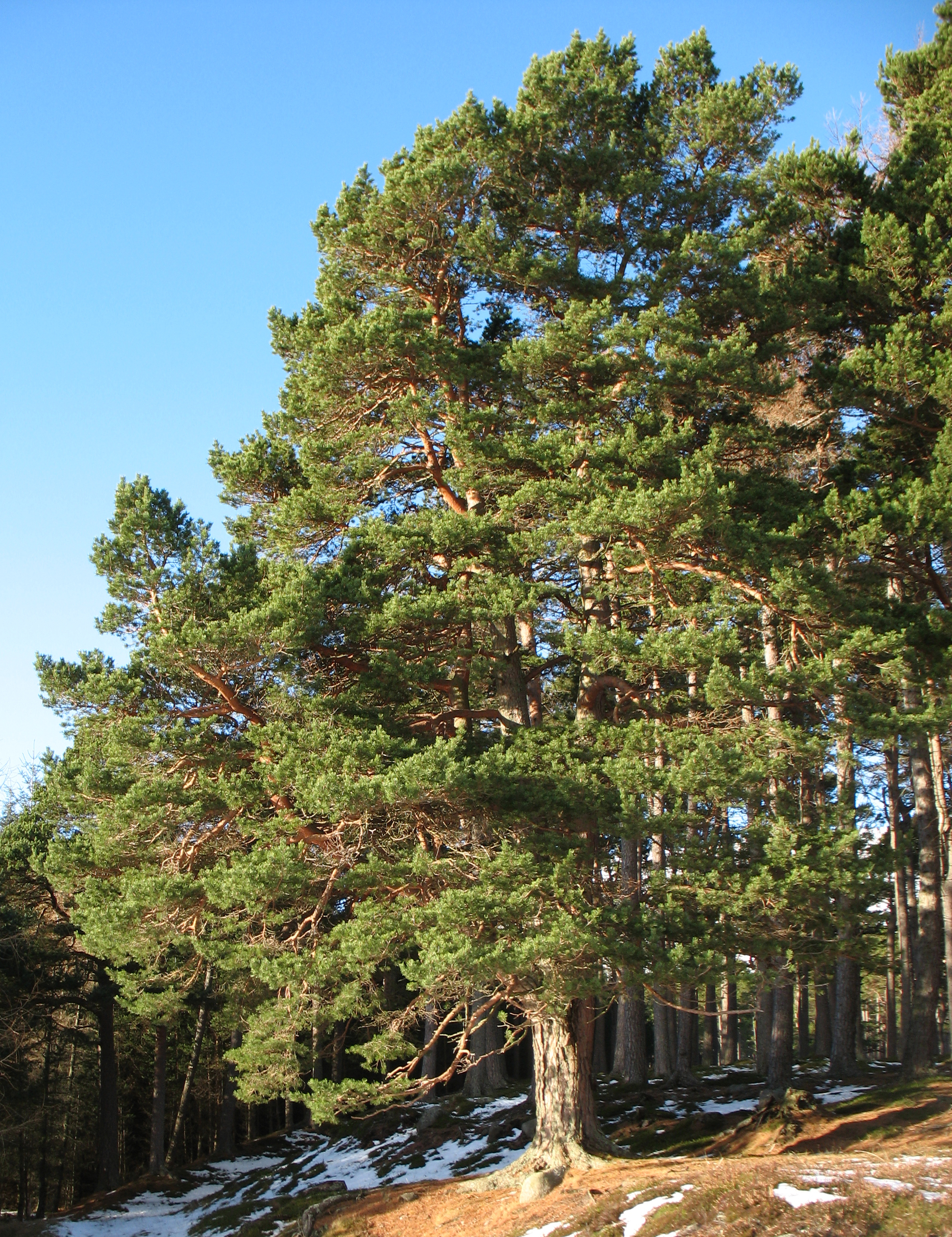
صنوبر بري
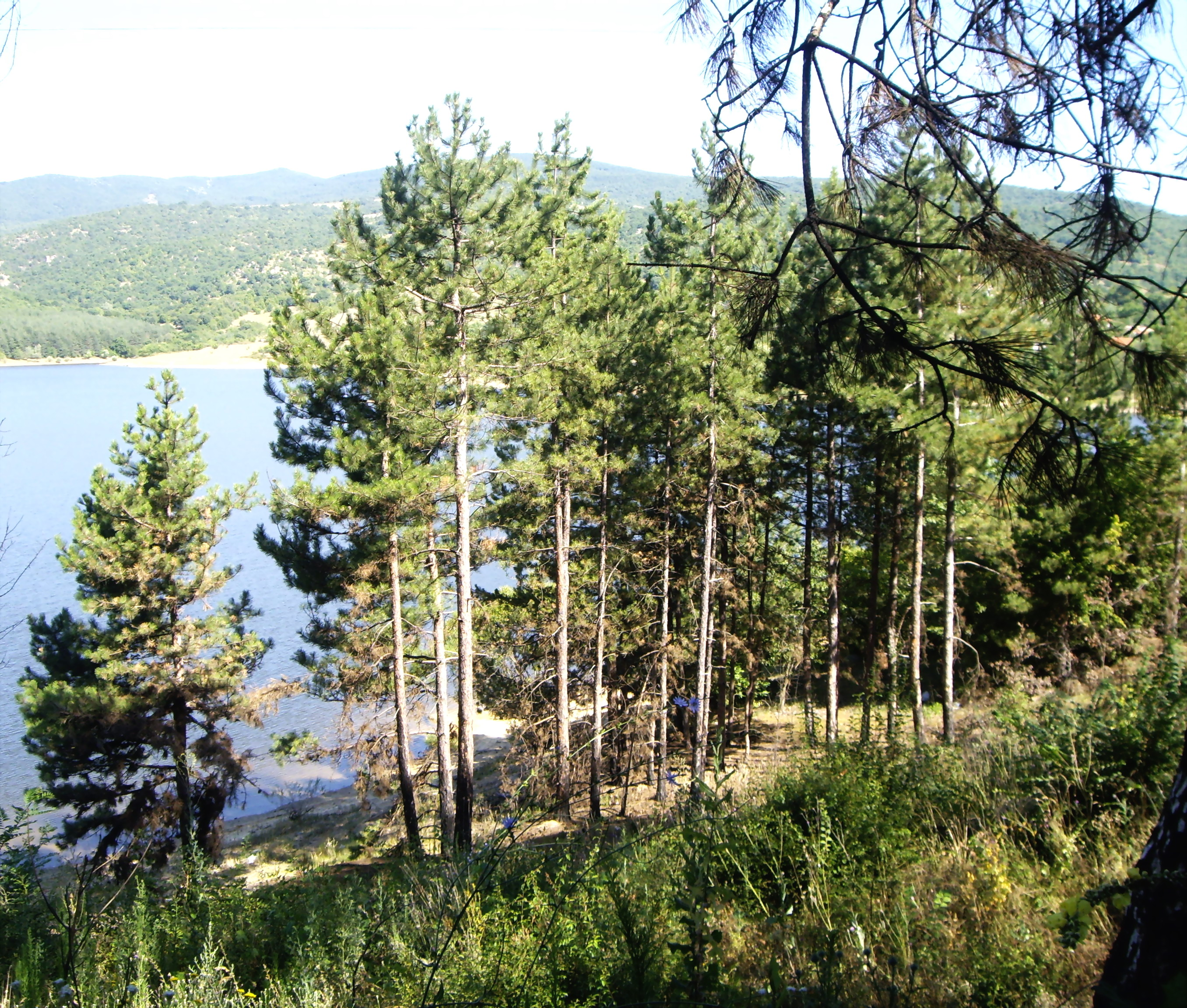
صنوبر أسود
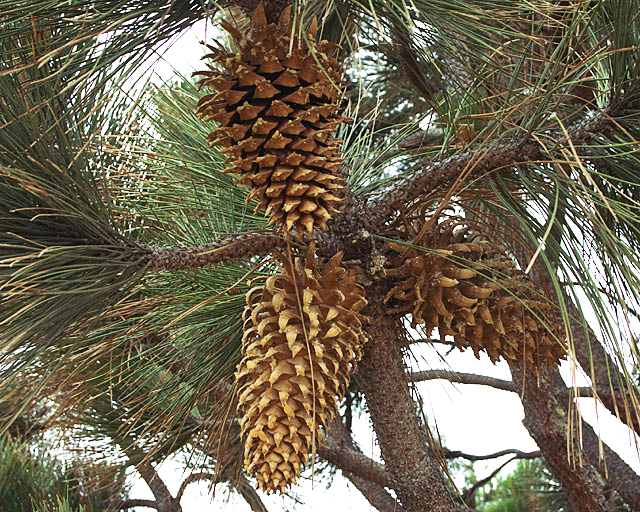
صنوبر كولتري
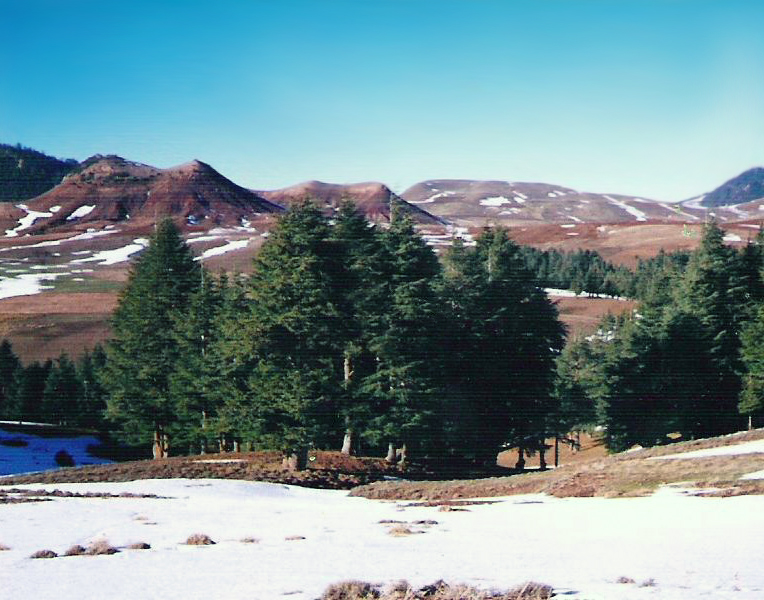
أرز أطلسي

### الحيوانات
تعيش العديد من أنواع الثدييات في «جبال الجزائر».

توجد الخيول البرية بأعداد كبيرة، تتكاثر بشكل طبيعي وتعيش على مساحات شاسعة في البرية. فالأرض هنا ملك عام بينما الخيول لا يملكها أحد.

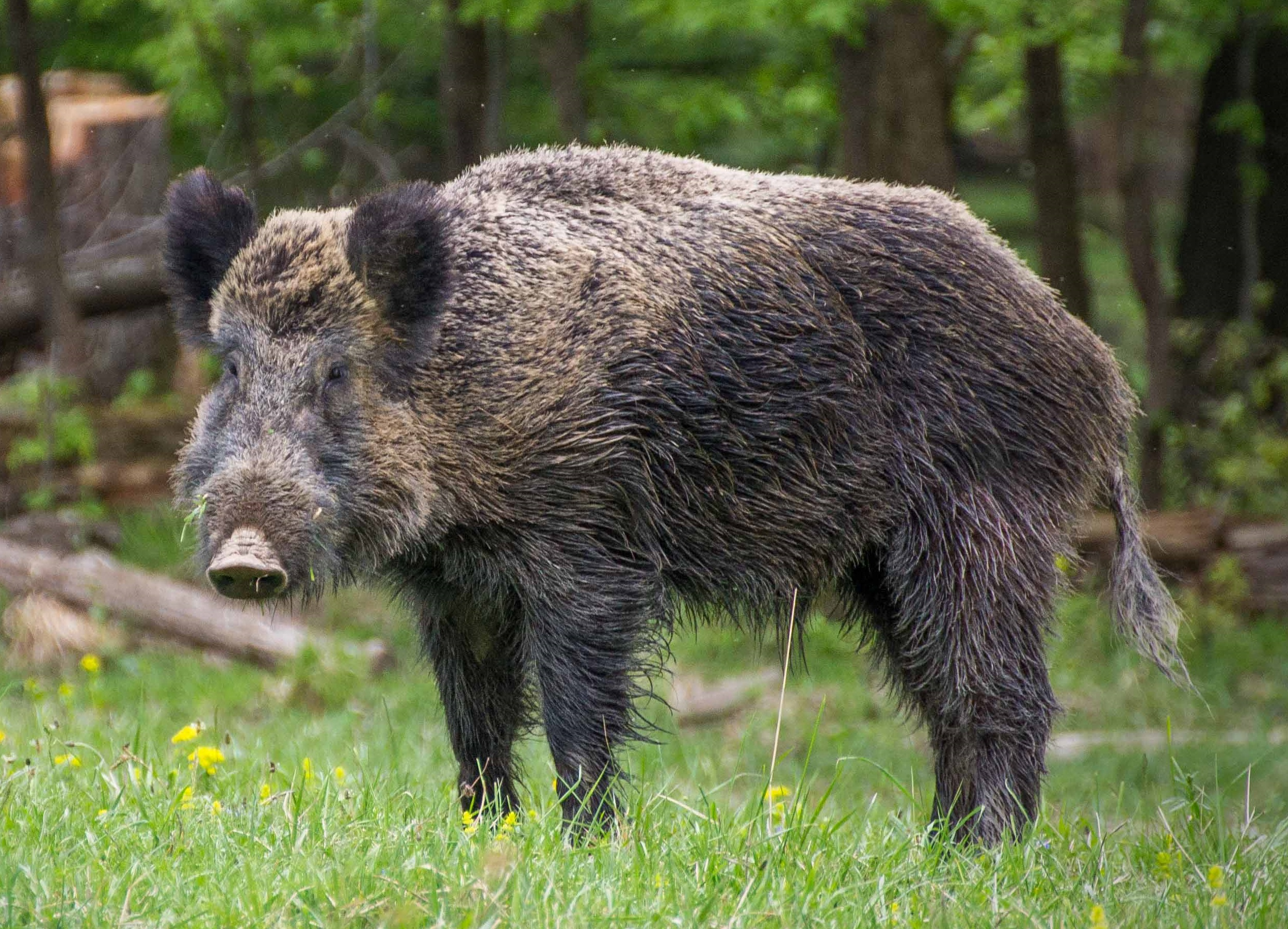
خنزير بري
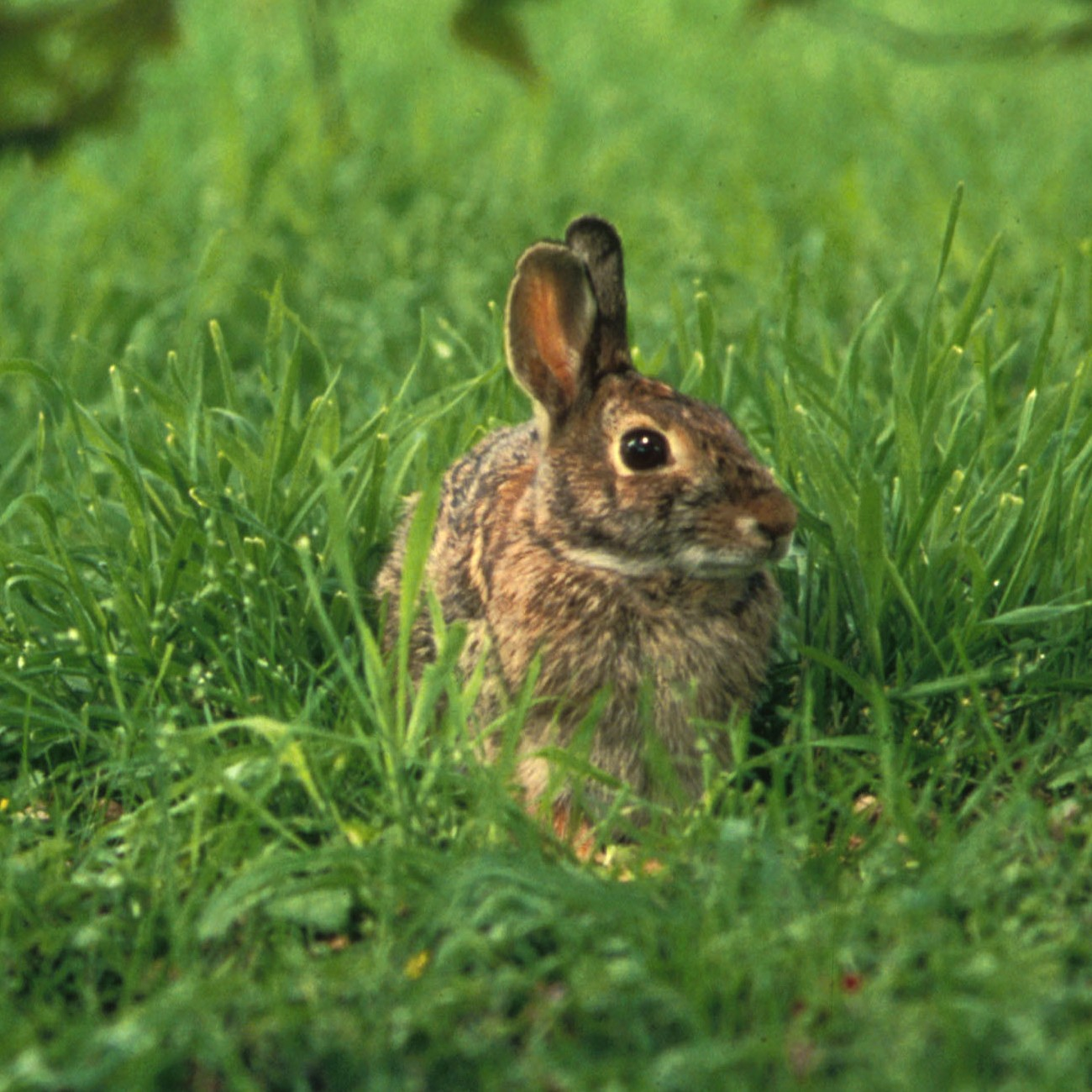
أرنب
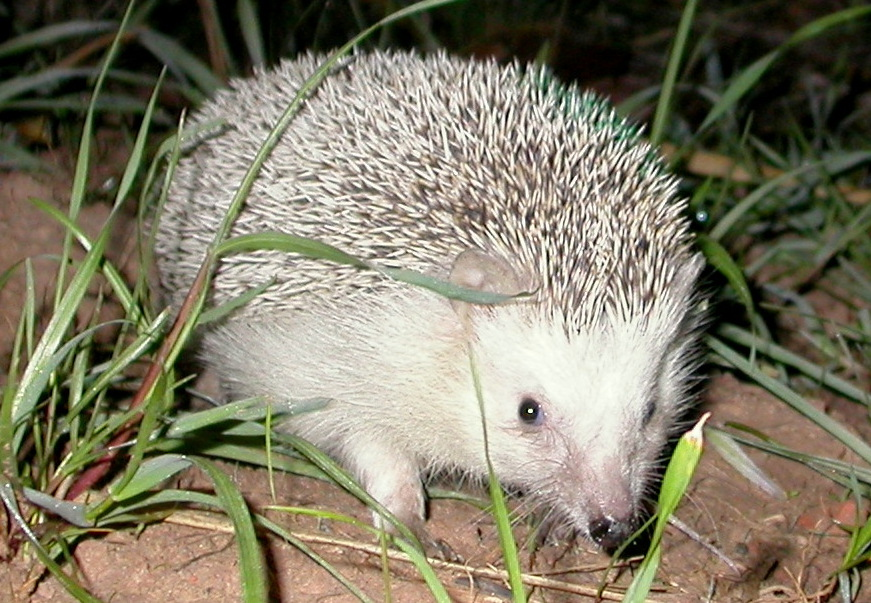
قنفذ شمال أفريقيا
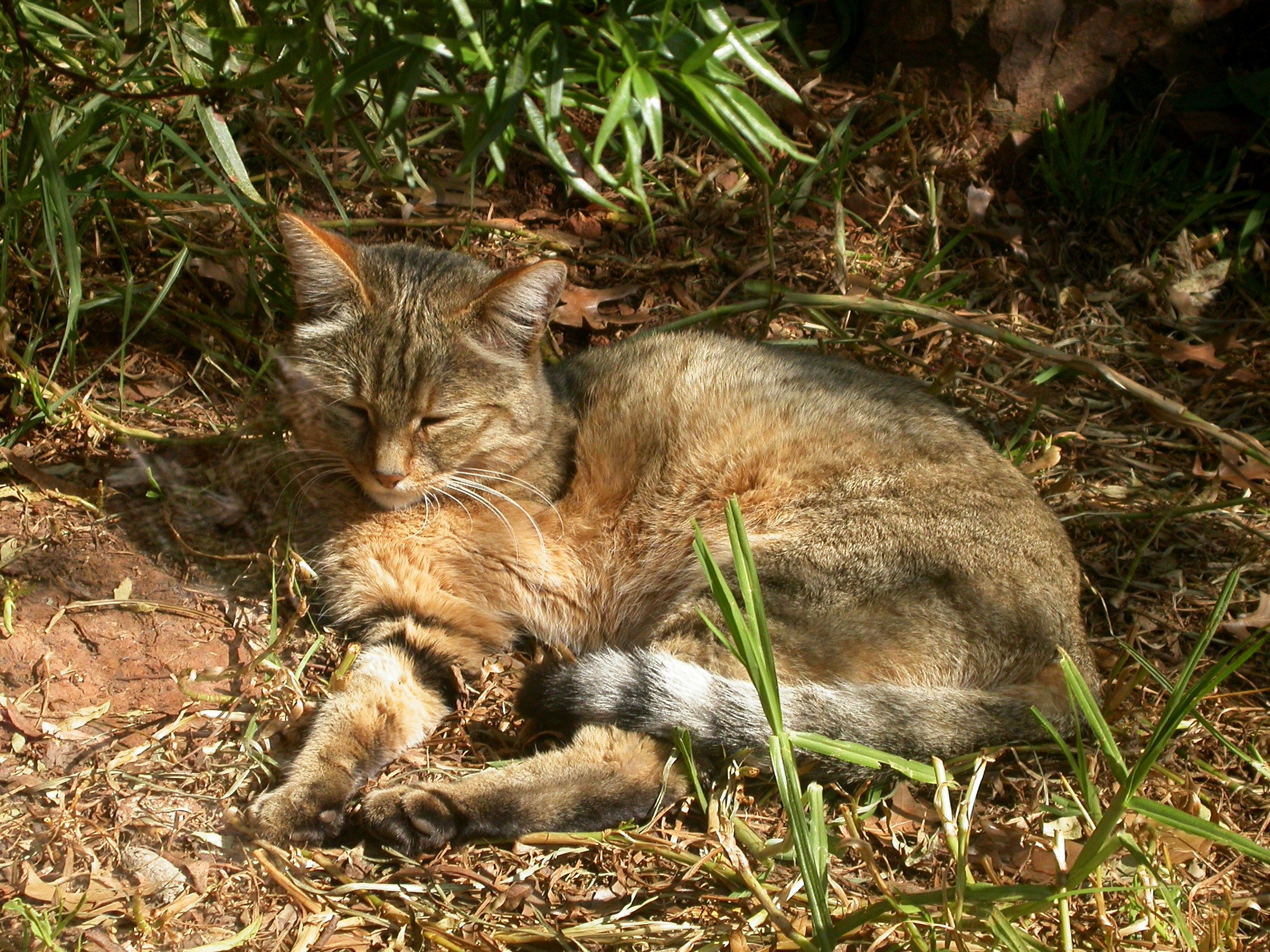
قط بري
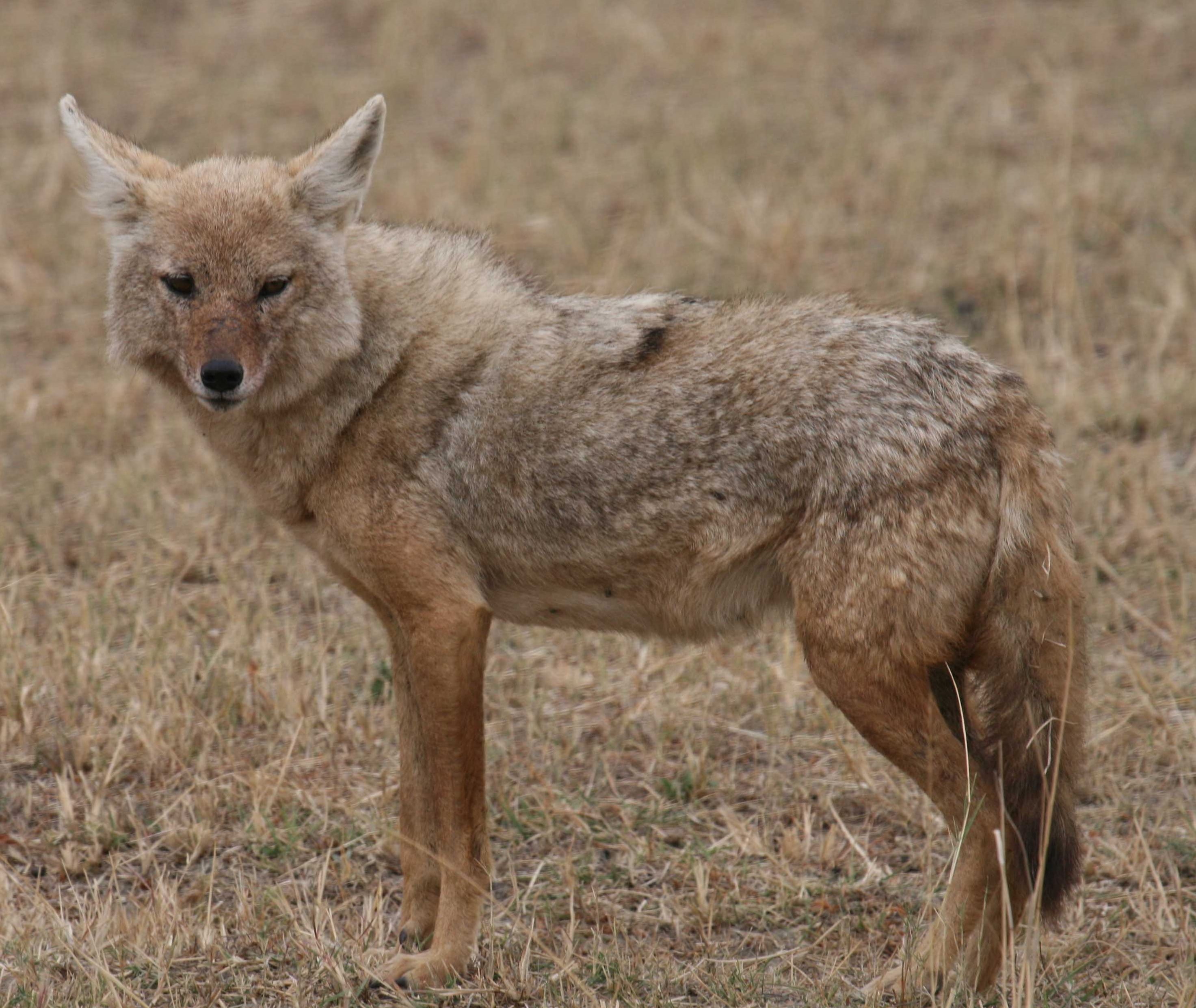
ابن آوى الذهبي
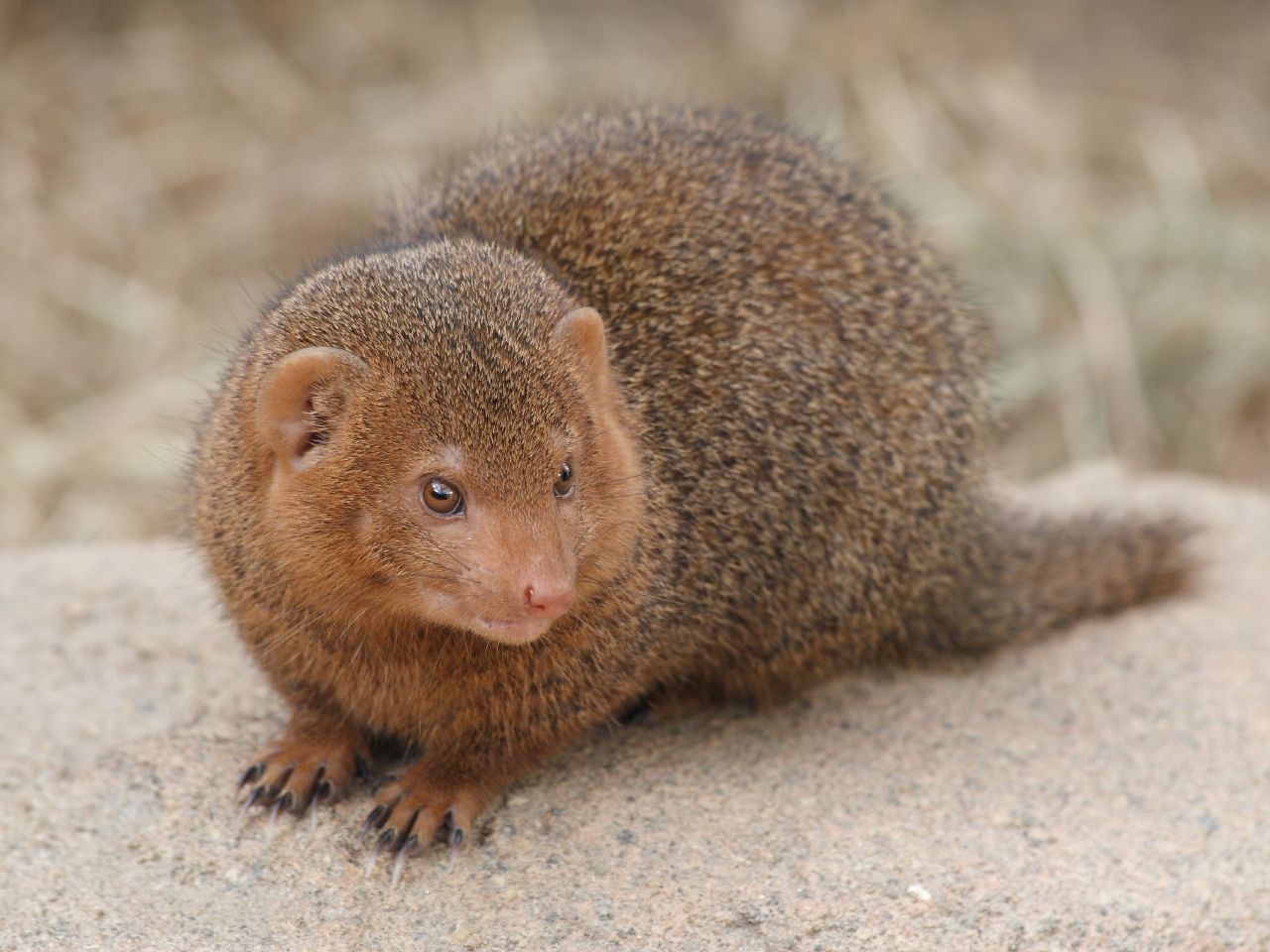
نمس
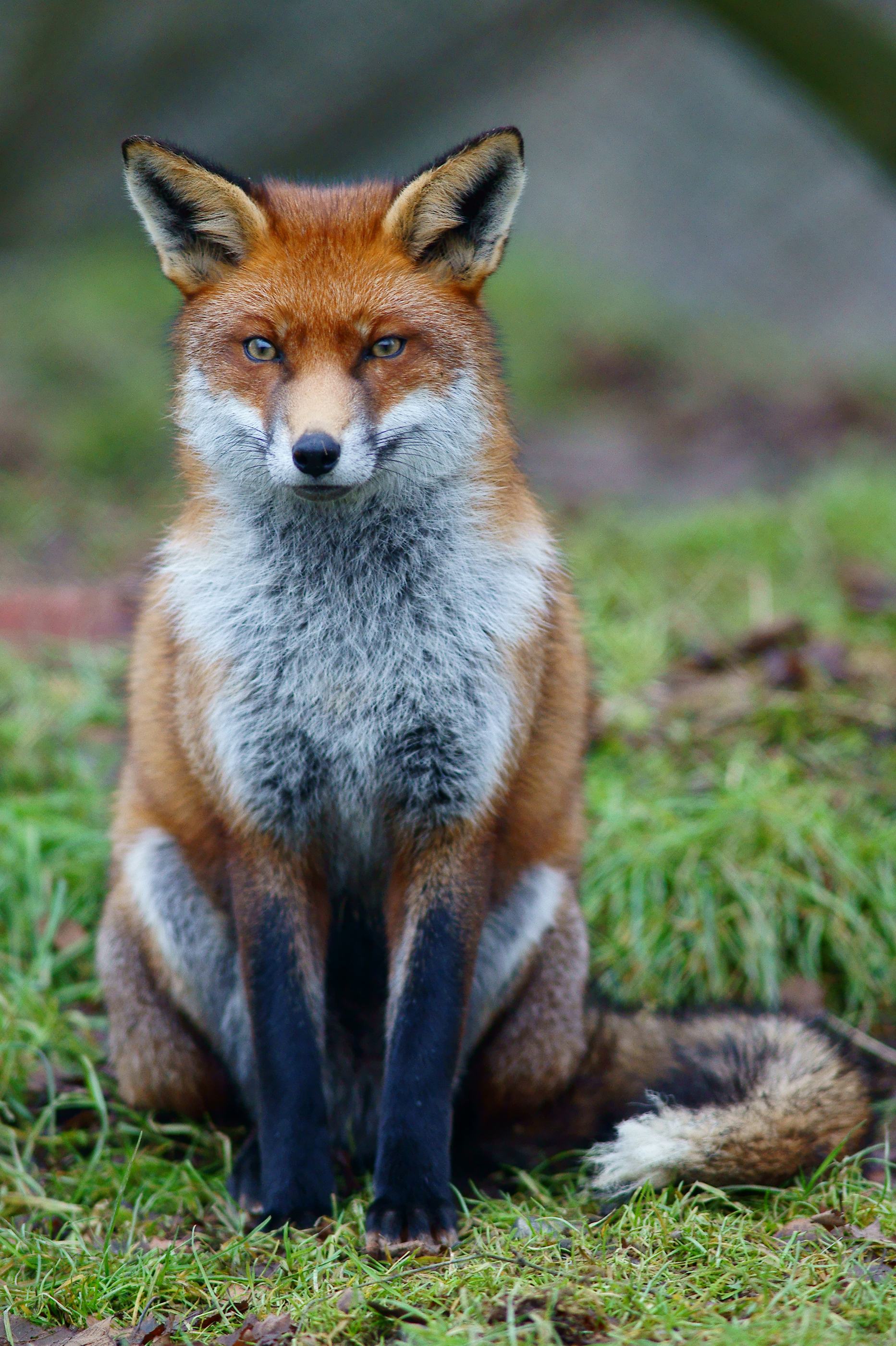
ثعلب أحمر
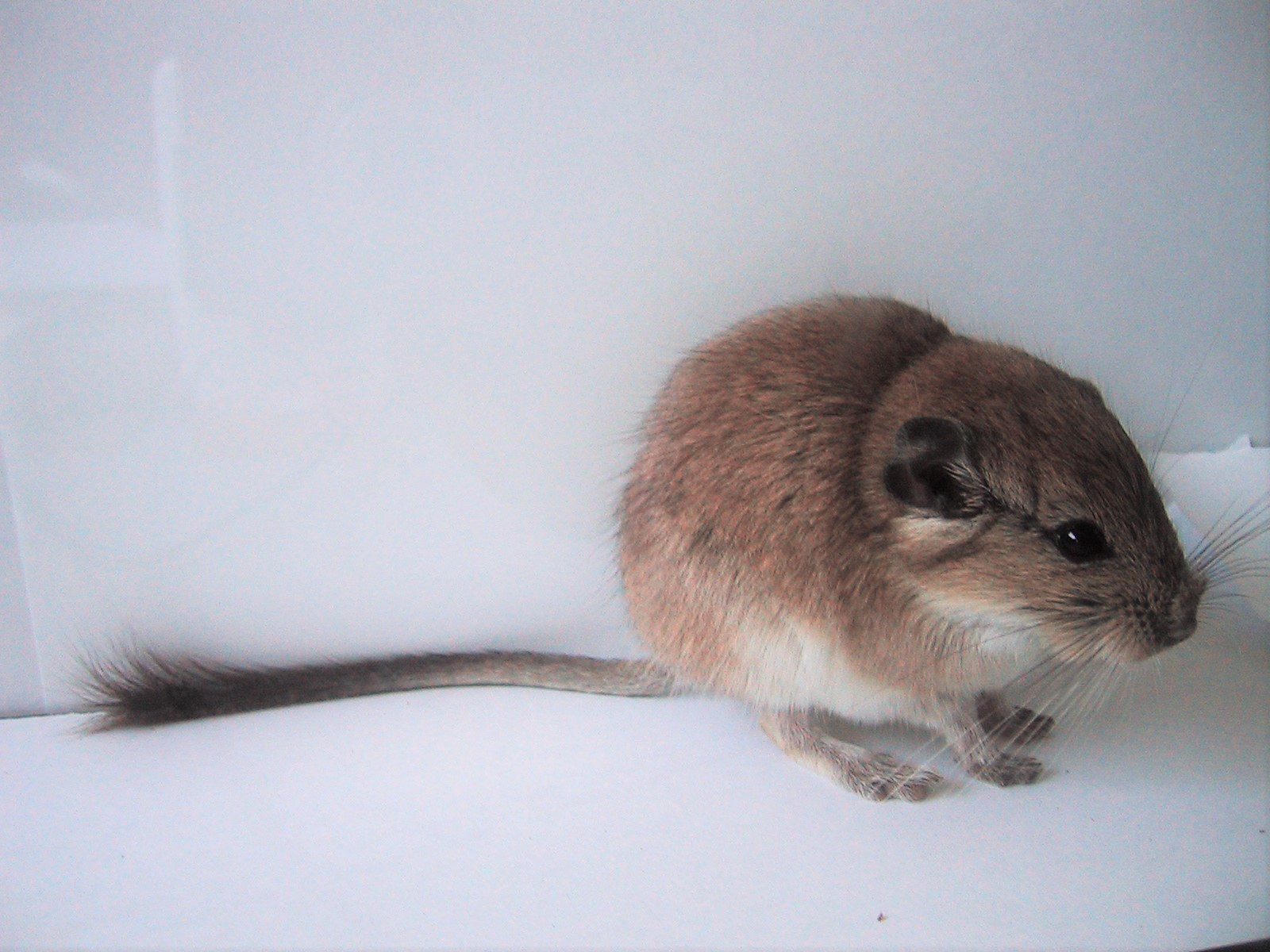
الفأر البني